# Ново (Шекснинский район)
Ново — деревня в Шекснинском районе Вологодской области.
Входит в состав сельского поселения Раменского, с точки зрения административно-территориального деления — в Раменский сельсовет.
Расстояние по автодороге до районного центра Шексны — 46 км, до центра муниципального образования Раменья — 1 км. Ближайшие населённые пункты — Раменье, Левинская, Аристово, Золотуха, Филяково.
По переписи 2002 года население — 2 человека.